# Cecil (famiglia)

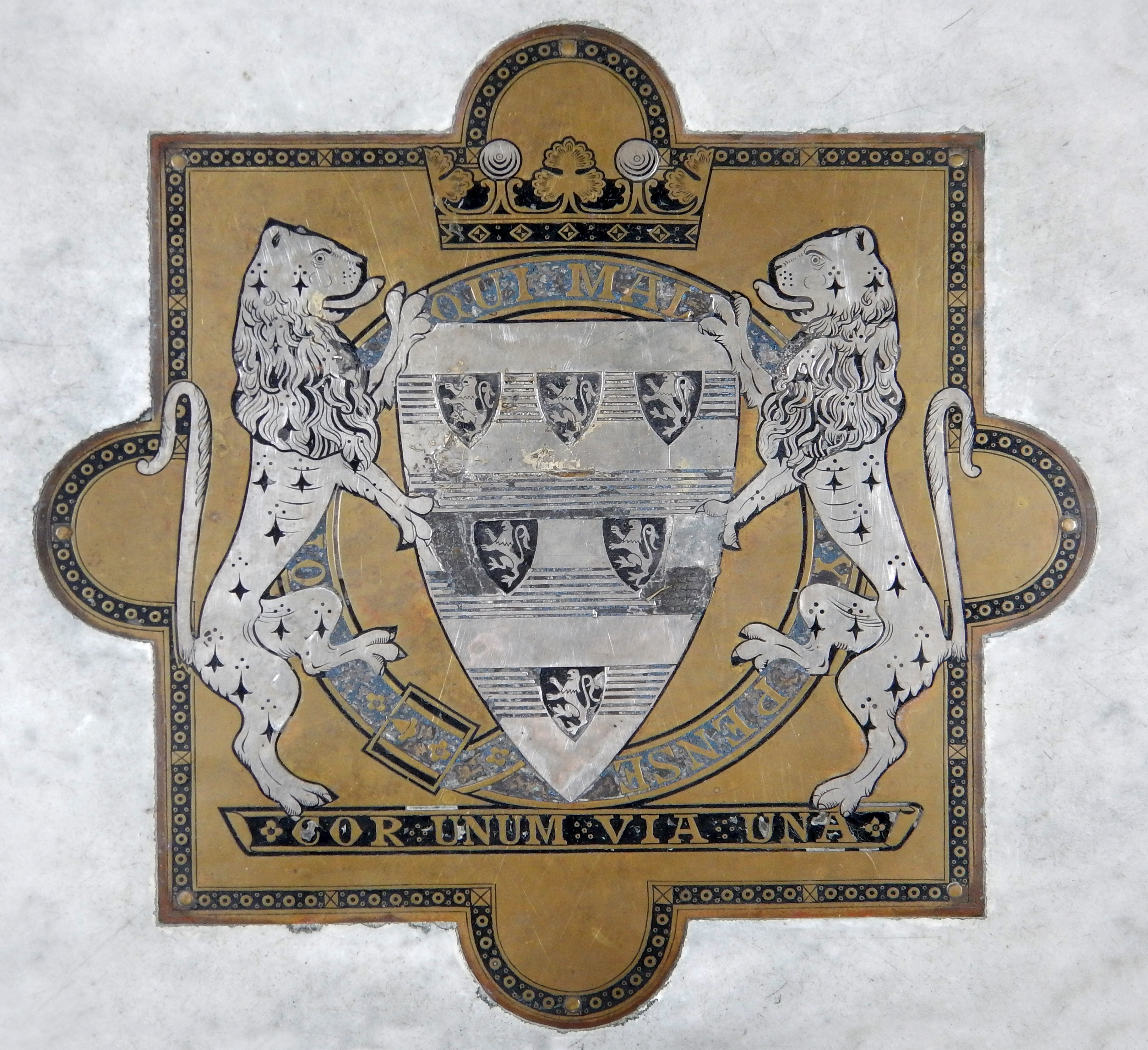
Stemma di Casa Cecil nella Chiesa di San Martino, Stamford

I Cecil sono una famiglia nobiliare inglese elevata al rango di Pari d'Inghilterra, tra le più ricche e influenti del Regno Unito sin dal XVI secolo.

## Storia

### Origini

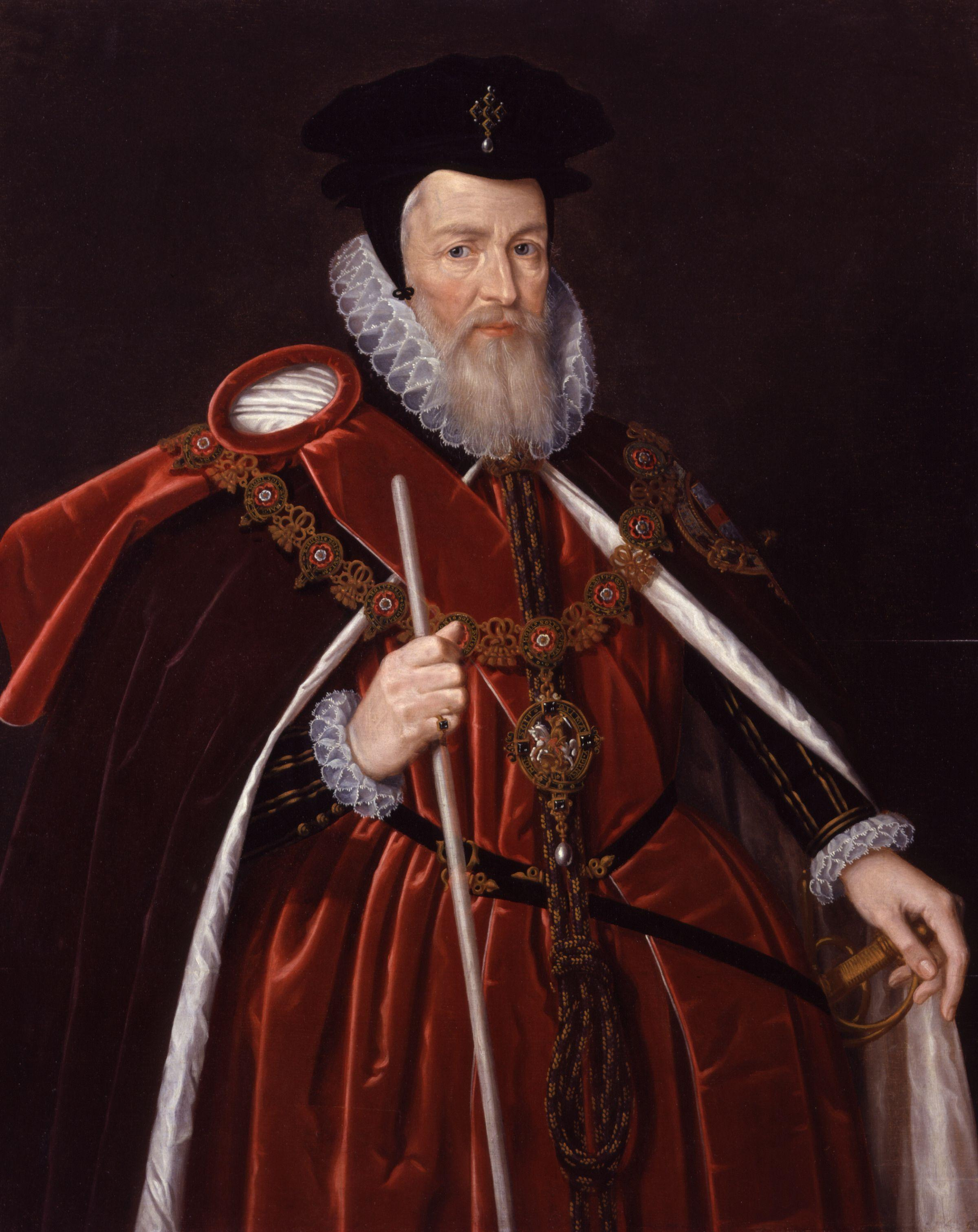
William Cecil, I barone Burghley

Il capostipite fu il celebre William Cecil, I barone Burghley, di antica famiglia gallese (Cecil rappresenta l'anglizzazione del gallese Tsytsil). Il nonno di William, David Cecil, era stato un sostenitore di Enrico Tudor, poi Enrico VII d'Inghilterra (anche i Tudor erano gallesi di origine, Tewdwr l'originale), permettendo così alla famiglia di arrivare a corte. Lord Burghley fu uno de più potenti uomini dell'Inghilterra elisabettiana, insieme con il collega Walsingham e poi suo figlio Robert. Iniziò la sua carriera al servizio del Lord Protettore Edward Seymour, I duca di Somerset, fratello di Jane Seymour e zio del piccolo Edoardo VI.

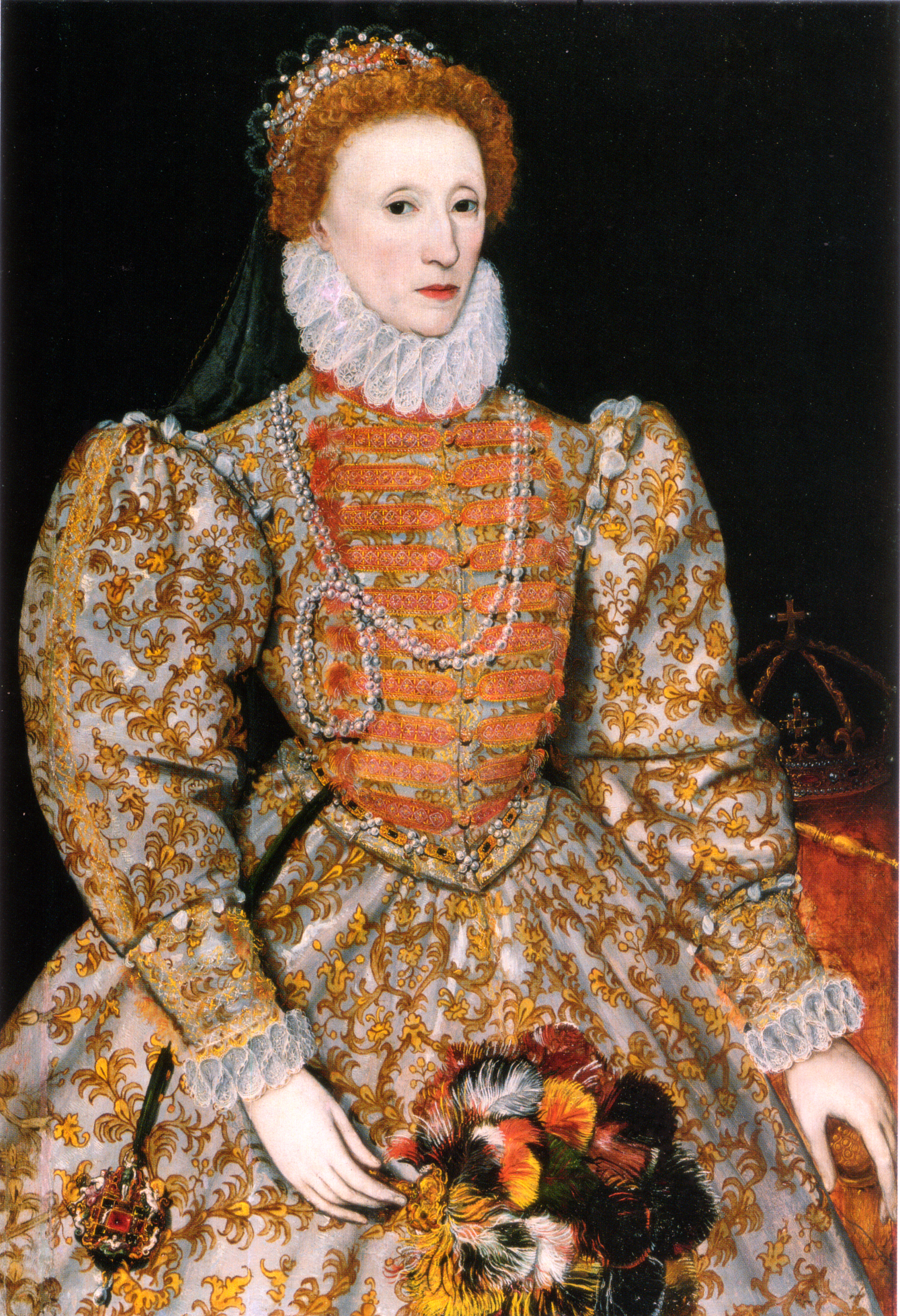
Elisabetta I d'Inghilterra in un ritratto anonimo, attribuito a Federico Zuccari (c. 1575).

Durante i torbidi seguiti alla salita al trono di Maria la Cattolica, dopo il breve regno di Edoardo, Cecil rimase in disparte, senza criticare pubblicamente la politica del governo ma contemporaneamente avvicinandosi alla fazione protestante e all'erede presuntiva al trono, Elisabetta. Fu così che fece la propria fortuna, poiché quando costei salì al trono come Elisabetta I lo fece suo primo consigliere e Lord Privy Seal, cioè custode del Sigillo Reale. William fu sempre un fedelissimo di Elisabetta, e insieme a Walsingham organizzò un efficientissimo servizio segreto che sventò numerosi complotti, tra cui il più famoso fu quello di Ridolfi (della famosa famiglia fiorentina), nel quale era implicata anche Maria Stuart e il Duca di Norfolk, che venne giustiziato. Morì molto ricco e molto potente e a proseguire la sua opera sarà il figlio Robert, avuto dal secondo matrimonio con la coltissima Mildred Cooke.

### Conti di Salisbury

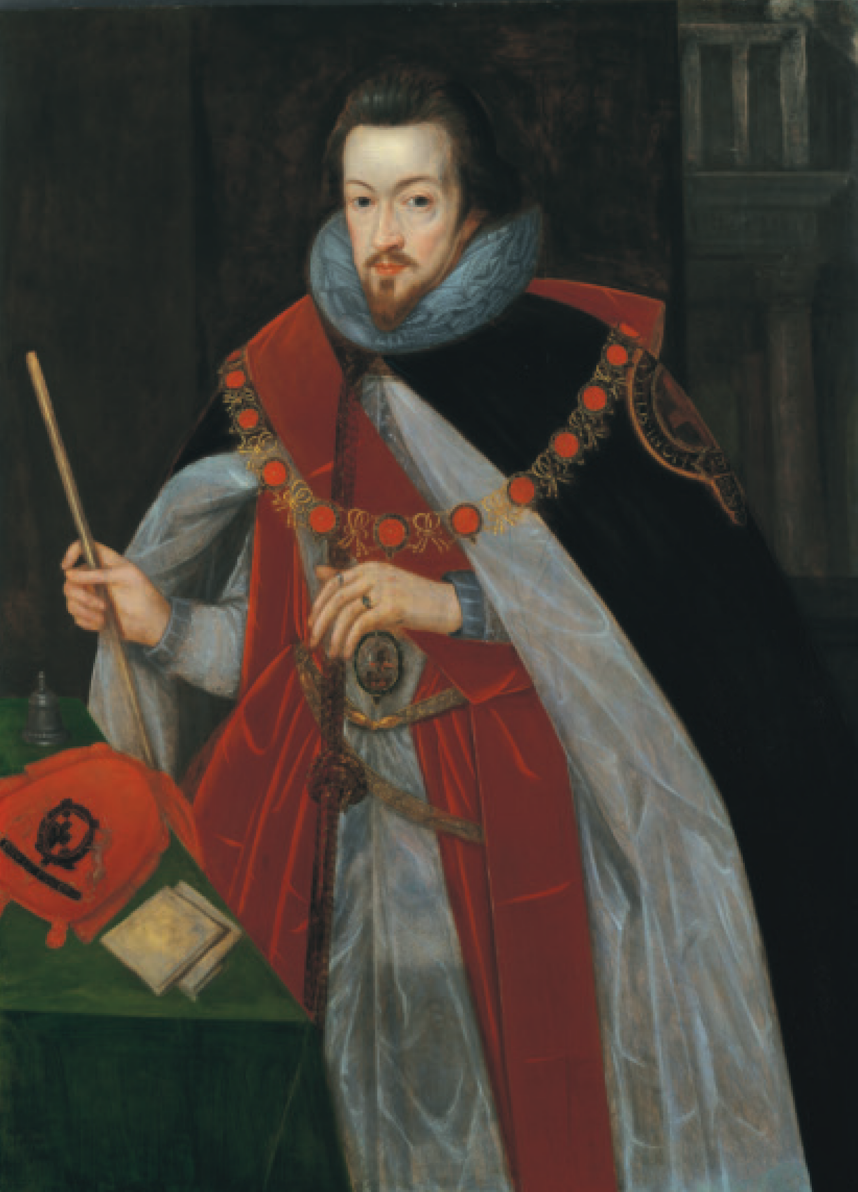
Robert Cecil, I conte di Salisbury, in un dipinto di John de Critz il Vecchio, 1608

Robert Cecil, I conte di Salisbury fu il più importante statista inglese del suo tempo. Elisabetta I aveva piena fiducia in lui e il rapporto fra i due era di assoluta complicità; quando il Conte di Essex, suo favorito, si mise a capo di una rivolta aristocratica il cui obiettivo era la rimozione di Cecil, Elisabetta non esitò a schierarsi, con quest'ultimo, che poi fece decapitare il rivale. In politica interna aveva anche la responsabilità della gestione delle finanze regie, in qualità di Cancelliere del Ducato di Lancaster (il Ducato di Lancaster è ancora oggi la maggior fonte di introiti per la Corona e la carica di Cancelliere esiste ancora). In politica estera il suo obbiettivo, come già lo era stato del padre, fu quello di unire tutti i popoli britannici sotto un unico sovrano e sotto l'unica fede protestante.
Per questo si impegnò a favorire l'emigrazione di protestanti inglesi e scozzesi in Irlanda, cui concesse numerose terre nell'Ulster e propiziò l'ascesa al trono di Giacomo I Stuart dopo la morte di Elisabetta. Giacomo gli delegò praticamente tutta l'autorità, facendone un uomo potentissimo, soprattutto dopo il fallimento della famosissima congiura delle polveri di Guy Fawkes. Il suo ruolo in questo episodio e negli eventi che seguirono è controverso: alcuni sostengono che Cecil (o Salisbury) sapesse tutto, o addirittura che avesse organizzato lui il tutto attirando degli ingenui fanatici cattolici come Fawkes in una trappola, allo scopo di dare un colpo decisivo al cattolicesimo in Inghilterra; in effetti alla congiura seguirono delle violentissime persecuzioni anti-cattoliche, delle quali Cecil viene ritenuto almeno parzialmente responsabile. In ogni caso va detto che tali accuse non sono mai state provate. Per la storia Cecil rimane un uomo politica abile e scaltro, che gestì con accortezza il passaggio dall'epoca dei Tudor a quella degli Stuart rafforzando notevolmente l'Inghilterra.

### XVII secolo

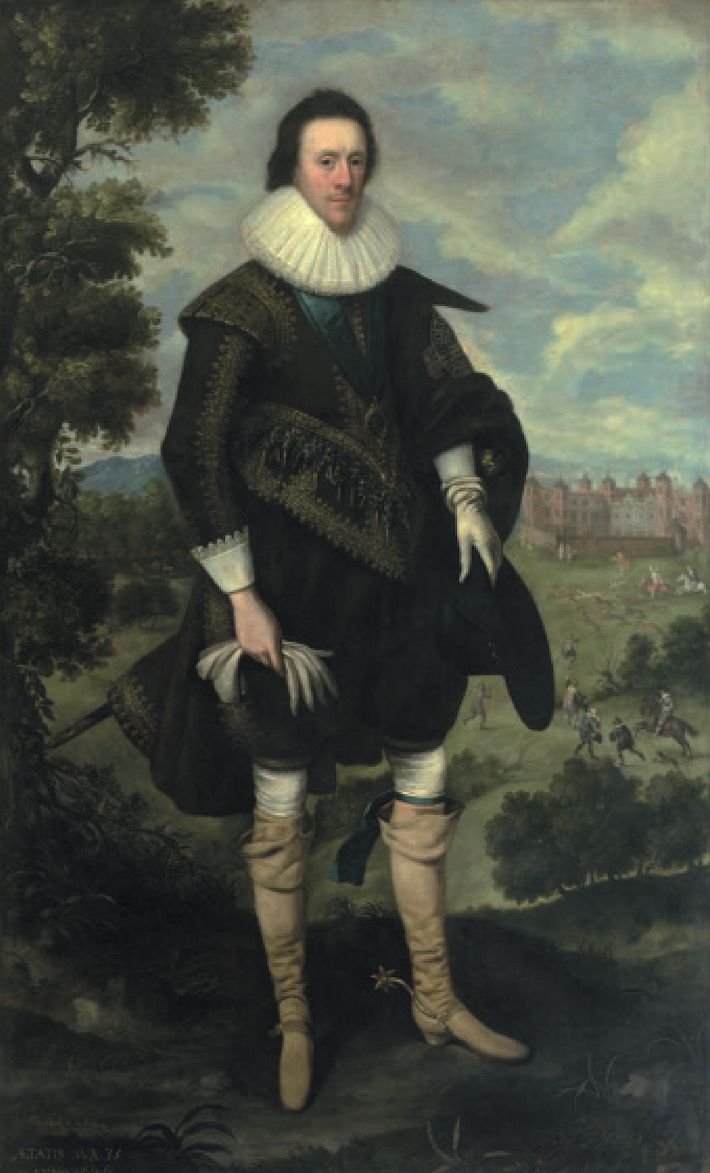
William Cecil, II conte di Salisbury

Il figlio di Robert, chiamato William Cecil, II conte di Salisbury come il nonno, in origine portava il titolo di Lord Cranborne, che ancora oggi designa l'erede del titolo di Marchese di Salisbury. Inizialmente visse nella completa ombra del padre, studiò a Oxford e compì il Grand Tour in Europa e in Italia, fermandosi per un po' di tempo a Padova. Da qui venne richiamato in Patria dal padre che lo fece sposare alla figlia del Conte di Suffolk, Catherine Howard. La sua attività politica non fu importante come quella dei predecessori, ma fu comunque deputato ai Comuni e poi ai Lords quando divenne Conte di Salisbury.

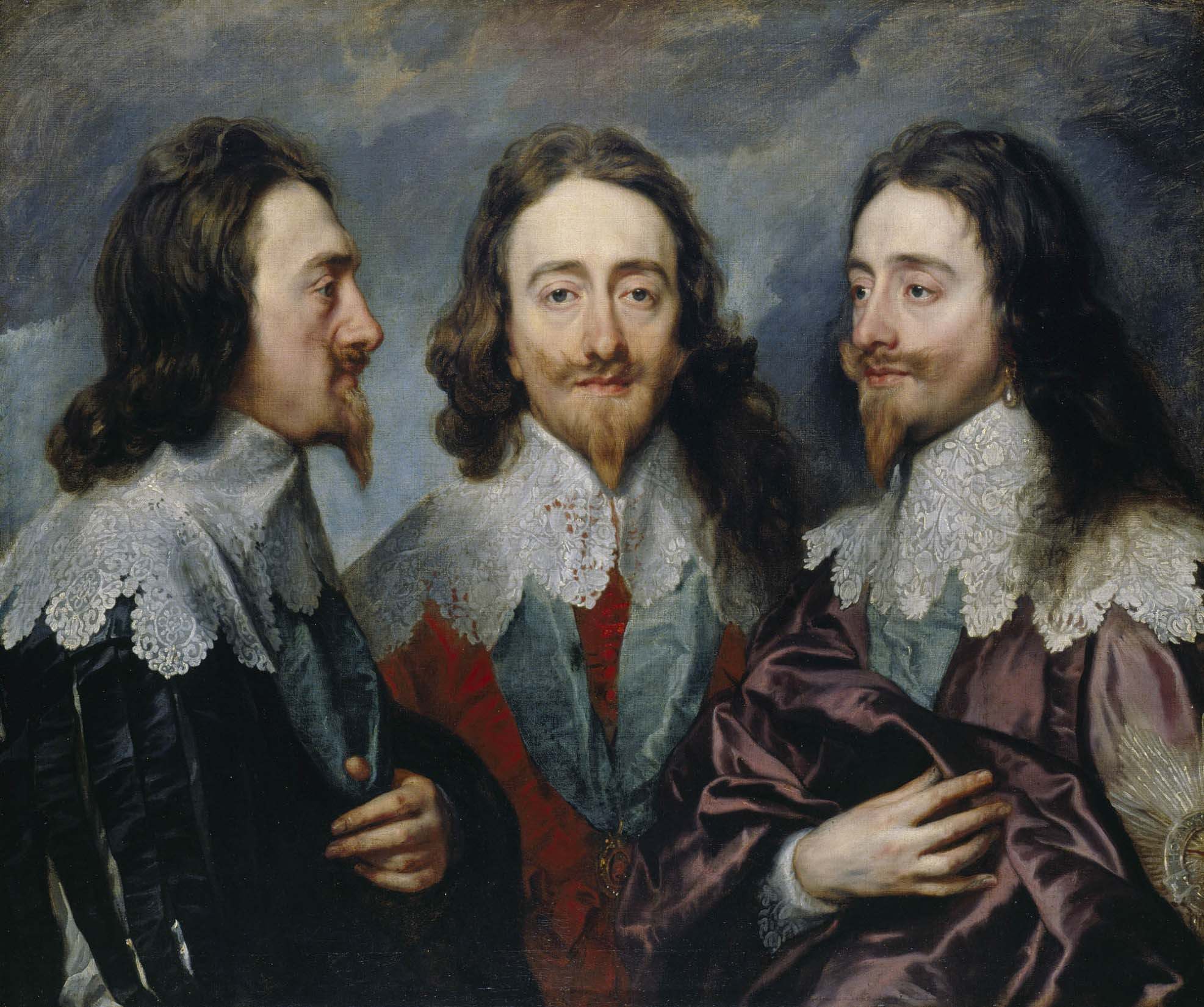
Triplo ritratto di Carlo I, opera di Antoon van Dyck

L'evento più importante del suo tempo fu la guerra civile inglese, che lo vide schierarsi dapprima dalla parte del Parlamento, ma in definitiva contro i più radicali che volevano la morte di Carlo I; per questo Oliver Cromwell gli vietò di entrare nel Rump parliament rivoluzionario, nonostante fosse stato regolarmente eletto.

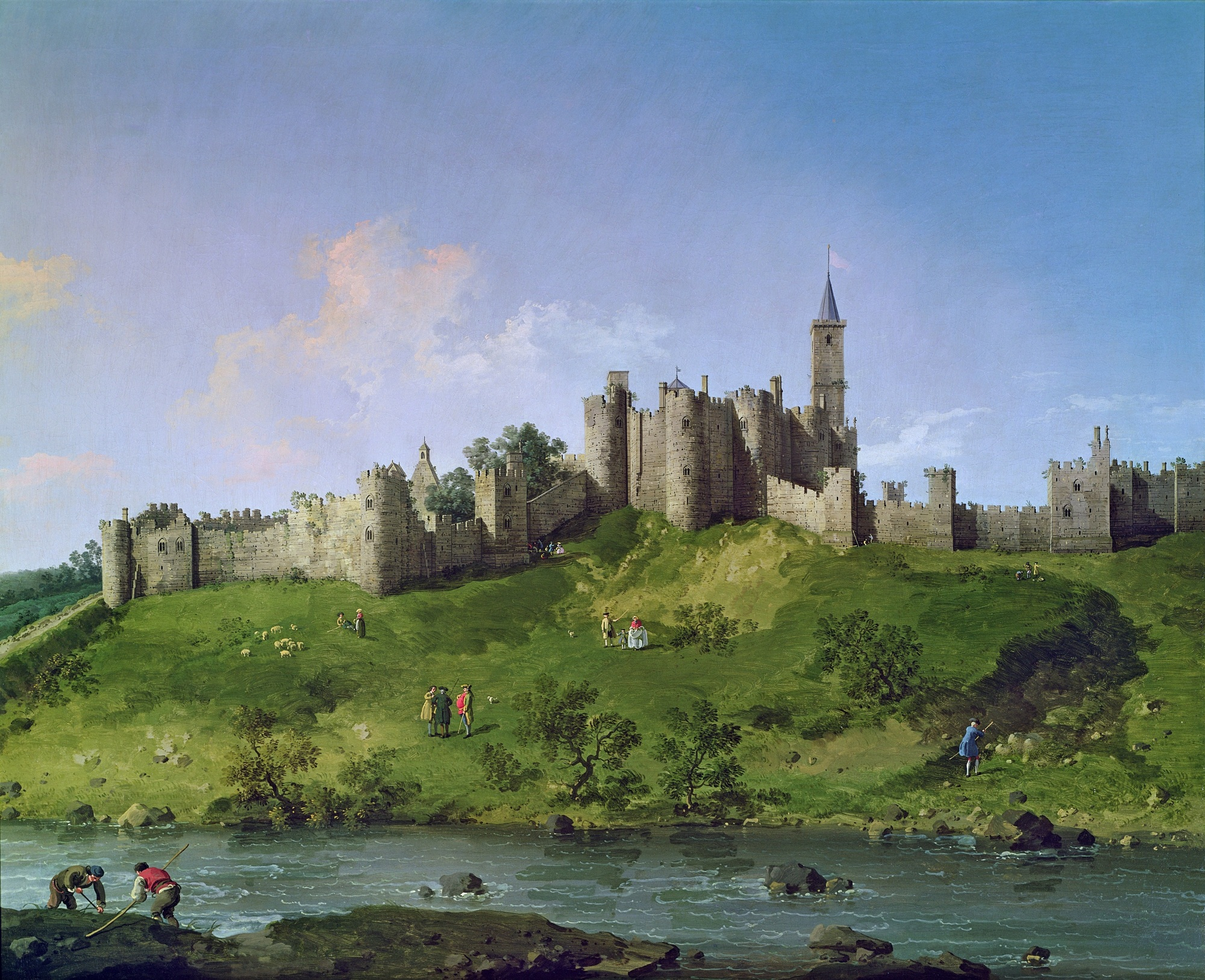
Alnwick Castle in un dipinto del Canaletto, circa 1750

Suo genero, il Conte di Northumberland, fu un importante esponente della fazione parlamentare, e fu anche nominato dal Parlamento custode dei figli di Carlo I (tra cui i futuri re Carlo II e Giacomo II) nel suo castello di Alnwick. Un altro genero fu William Cavendish, III conte di Devonshire. Fu il primo legame parentale fra i Cecil e i Cavendish, l'altro è molto più recente e risale al XX secolo.

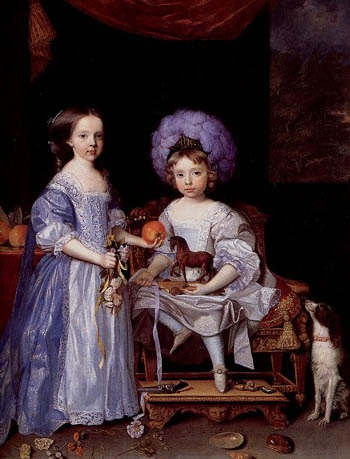
James Cecil, IV conte di Salisbury (al centro) con la sorella Catherine in un ritratto di John Michael Wright, 1669

Figura abbastanza importante fu quella del IV conte, James Cecil che fu un cortigiano di re Giacomo II, (John Dryden gli dedicò un'opera Love Triumphant.) si convertì al cattolicesimo e fu poi imprigionato nella Torre di Londra prima di essere perdonato da re Guglielmo III, ma a quel punto era un personaggio indesiderato e non prese più parte alla vita politica. Morì molto giovane, ad appena 28 anni.
Suo nipote, il VI conte, fu un personaggio noto per la sua eccentricità, chiamato per questo il "Conte stregato" (The Wicked Earl). Passò la gran parte della sua vita a letto in una soffitta, sposò la figlia di un barbiere da cui poi si separò, alla sua morte lasciò la gran parte del suo patrimonio alla sua amante storica. La fortuna della famiglia, decisamente decaduta come si può capire, verrà risollevata dal figlio, che diventerà il primo Marchese

### Marchesi di Salisbury

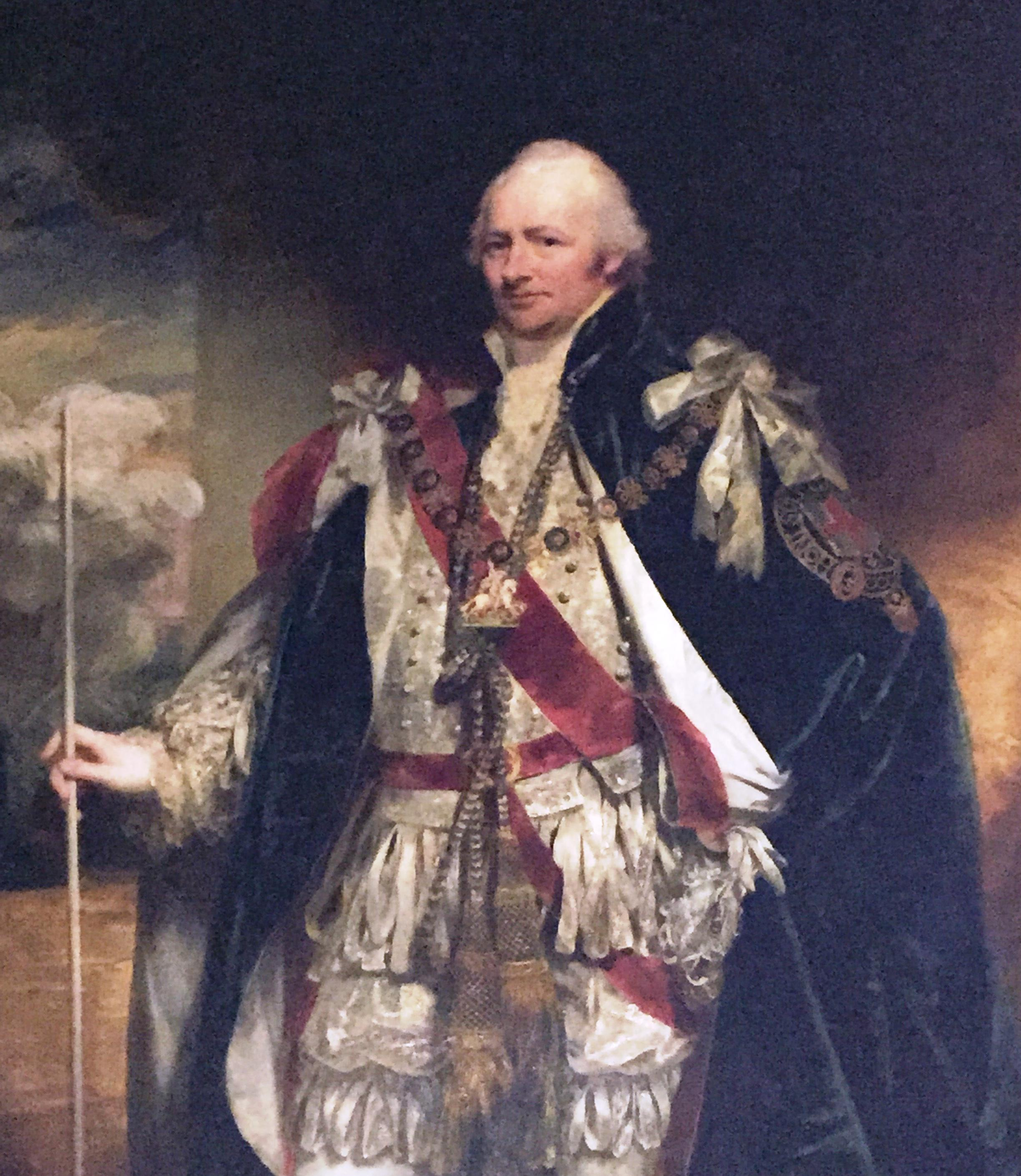
Ritratto di James Cecil, I marchese di Salisbury di William Beechey, 1803, Hatfield House, Hatfield, Hertfordshire

Alla morte del padre nel 1780, James Cecil gli succedette nei titoli di famiglia e si propose di rivalutare la casata dopo la misoginia e la dissolutezza nella quale il padre era vissuto per gran parte della propria vita. Egli prestò servizio al governo sotto Lord North come Treasurer of the Household dal 1780 al 1782 e sotto William Pitt il Giovane e poi sotto Henry Addington in qualità di Lord Ciambellano tra il 1783 ed il 1804. Egli venne dunque ammesso nel Privy Council di re Giorgio III nel 1780 e venne creato Marchese di Salisbury, nella contea di Wiltshire, nel 1789.

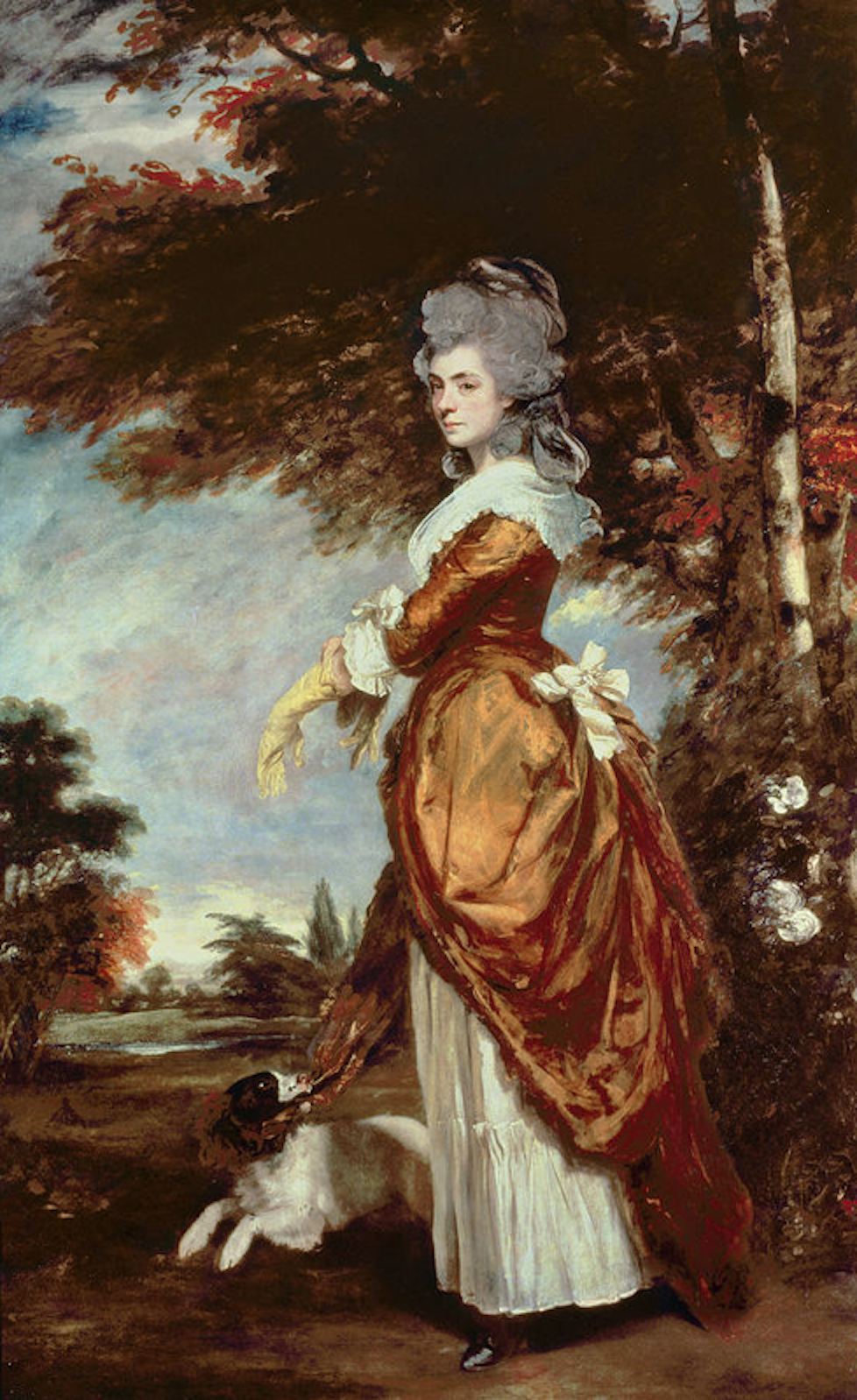
Ritratto di Maria Amelia Cecil, I Marchesa di Salisbury
Joshua Reynolds, 1780

Sposò, nel 1773, Maria Amelia Hill, rivale in bellezza di Georgiana Spencer, duchessa di Devonshire.
Morì, dopo aver ristabilito il prestigio familiare, nel 1823. Dopo di lui la famiglia tornò protagonista della vita politica inglese.

### Gascoyne-Cecil

Stemma dei Gascoyne-Cecil

L'unico maschio dei tre figli di Lady Maria Amelia Hill, un altro James Brownlow, iniziò anche lui la carriera parlamentare molto giovane e, subentrato al padre nel titolo marchiomale, entrò nella Camera dei Lord a 33 anni. Aveva sposato la piccola Frances Mary Gascoyne, appena quindicenne, figlia di Bamber Gascoyne, un politico noto per la sua lotta contro la schiavitù, che gli portò un sostanzioso introito dalle tenute dell'Essex e del Lancashire. Per questo aggiunse al suo il nome della moglie. Avranno sei figli, ma Frances morirà presto.
Anni dopo il Marchese sposò Mary Catherine Sackville-West, oltre trent'anni più giovane, che gli darà altri 5 figli.

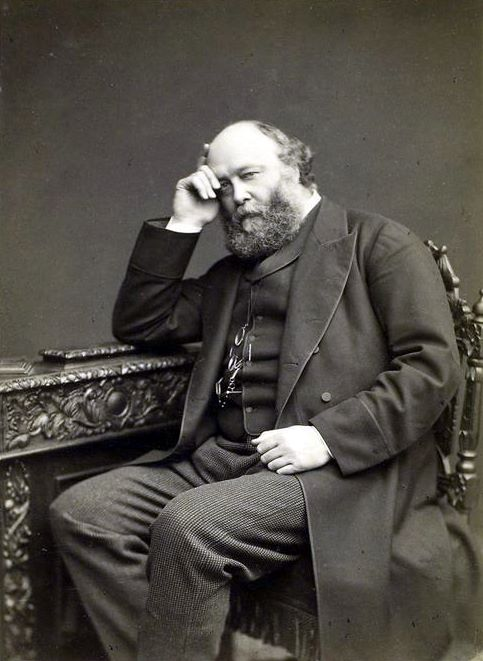
Robert Gascoyne-Cecil, III marchese di Salisbury

Gli succedette il figlio, Robert Gascoyne-Cecil, III marchese di Salisbury (1830–1903), nato dalla sua prima moglie, Frances Gascoyne.
Robert era il figlio cadetto, laddove il primogenito James, secondo tradizione, morì celibe e senza discendenti prima del padre. Nonostante l'opposizione del padre che la riteneva di condizioni inferiori, sposò Giorgina Alderson, figlia di un illustre giurista, e fu un matrimonio felice, allietato da 7 figli.
Salisbury fu un Conservatore nel senso più pieno del termine. Un Conservatore aristocratico. Mosse i suoi primi passi ai Comuni, dove entrò spesso in conflitto con i liberali e con la stessa leadership conservatrice, allora capeggiata da Benjamin Disraeli.

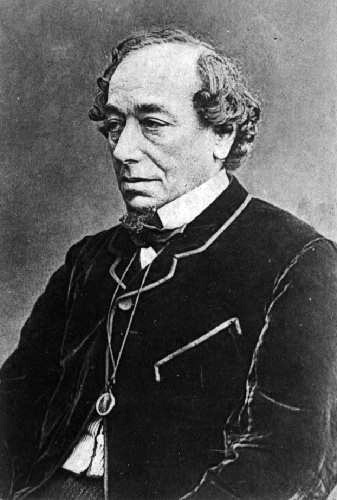
Benjamin Disraeli

Il suo ambito di attività prediletto fu senza dubbio la politica estera, che dominerà per decenni. In questo campo la politica inglese dell'Ottocento aveva già dato illustri personaggi, da John Russell, che sostenne il Risorgimento italiano, a Lord Clarendon, protagonista della Conferenza di Parigi accanto a Camillo Benso, conte di Cavour e Napoleone III, a Lord Granville (nipote di Georgiana Devonshire) che aggiunse all'Impero il Protettorato egiziano. Erano tutti questi però esponenti liberali, tra i conservatori non c'erano mai stati grandi figure a capo del Foreign Office; Salisbury seppe colmare questa lacuna. Il suo primo grosso incarico fu quello di ministro per l'India, e fu per la prima volta ministro degli Esteri nel 1878, sotto Benjamin Disraeli con il quale si era riappacificato.
In precedenza era già stato ambasciatore plenipotenziario alla Conferenza di Costantinopoli, dove era riuscito ad ottenere l'appoggio dell'Impero ottomano contro la Russia. A Berlino tutelò gli interessi della Gran Bretagna nella spartizione dell'Africa tra le grandi Potenze voluta da Otto von Bismarck. Fu Primo Ministro per circa 14 anni, più a lungo di qualsiasi altro che avesse ricoperto quell'incarico sotto la regina Vittoria del Regno Unito, assumendo l'incarico per tre volte. La prima fu dal 1885-1886, poi, dopo un brevissimo governo Gladstone dal 1886 al 1892 e dal 1895 fino al suo ritiro nel 1902.
In questo periodo, in politica interna si oppose strenuamente all'Home Rule irlandese proposto dai Liberali (favorendo così la spaccatura dei liberali e la fuoriuscita degli Unionisti, capeggiati di Lord Hartington, poi l'VIII Duca di Devonshire, e da Joseph Chamberlain), così come aveva fatto in precedenza per la riforma elettorale; istituì però l'istruzione elementare gratuita e obbligatoria, l'edilizia popolare per gli operai e la previdenza per gli infortuni sul lavoro. In ambito internazionale portò l'Impero britannico al suo apice: lo ingrandì sottomettendo i Boeri e lo difese contro i Francesi a Fascioda (costringendoli a ritirarsi senza schierare le truppe). Salvaguardò l'integrità dell'Impero ottomano in funzione anti-russa e per questo combatté i separatisti ciprioti.

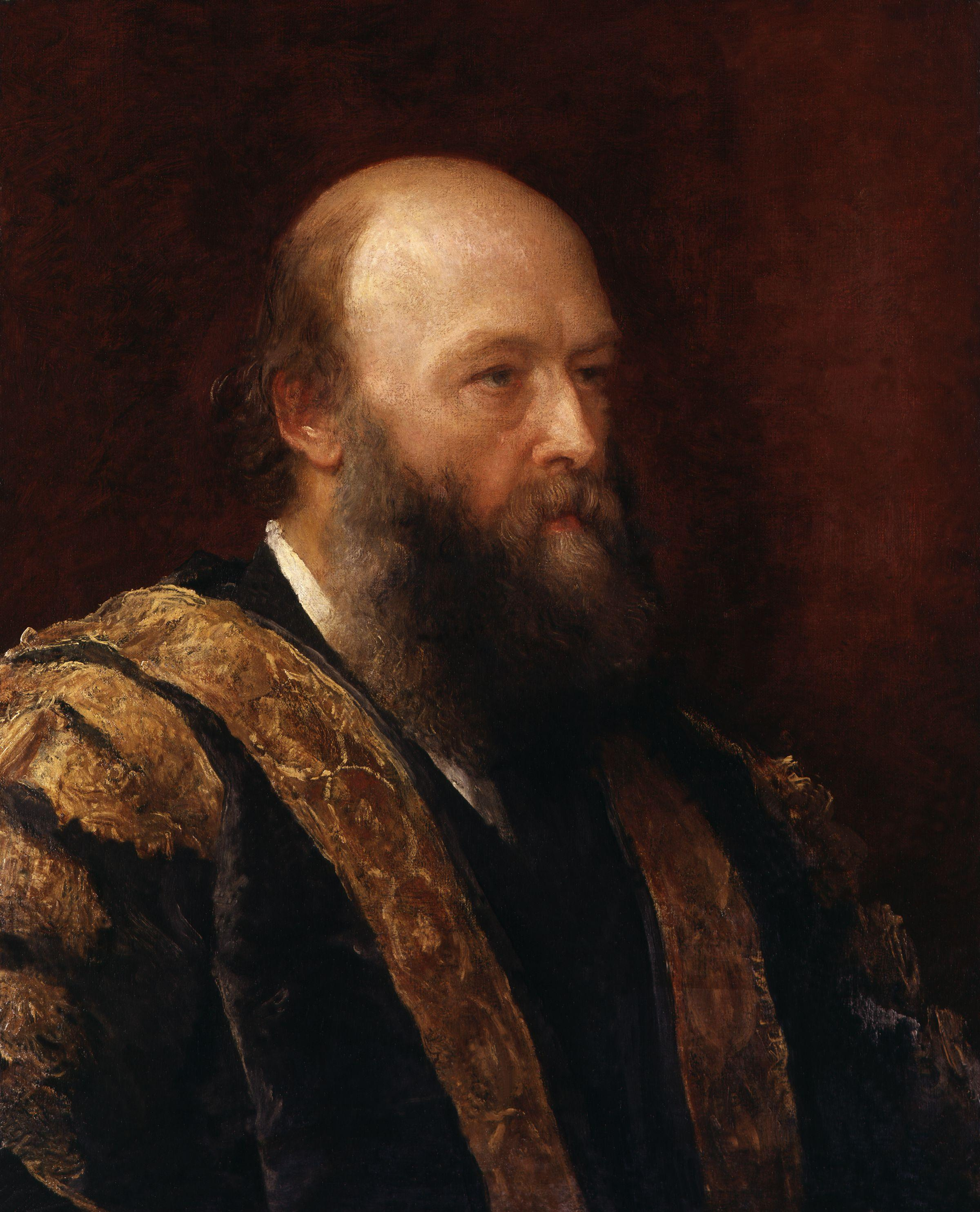
Il Marchese di Salisbury in un ritratto di George Frederic Watts.

La sua influenza e il suo prestigio erano talmente grandi che persino il Venezuela e Panama gli richiesero di fare da arbitro nei loro negoziati con gli Stati Uniti. In Europa fu fautore della Splendid Isolation, evitando di immischiarsi in alleanze continentali, convinto (e i fatti gli avrebbero dato ragione), che una guerra europea avrebbe incrinato la supremazia britannica nel mondo: per questo avversò il tentativo del ministro delle Colonie unionista Joseph Chamberlain, padre del futuro Primo Ministro Neville Chamberlain, di ricercare un'alleanza con la Germania di Guglielmo II.
Il suo ultimo governo, infatti, fu costituito nel 1895 con l'appoggio fondamentale degli Unionisti ex-liberali e i massimi esponenti di questa corrente, Joseph Chamberlain e il Duca di Devonshire, divennero rispettivamente Ministro delle Colonie e Lord President of the Council. Nel 1902, con la conclusione vittoriosa della guerra boera, ritenne esaurito il suo compito. Morì nel 1903, un anno dopo aver lasciato Downing Street al nipote Arthur James Balfour; nel 1901 era morta, dopo 64 anni di regno, la regina Vittoria; nel 1900 era stato eletto per la prima volta deputato alla Camera dei Comuni, nella fila dei Conservatori, Winston Churchill.

### Epoca recente

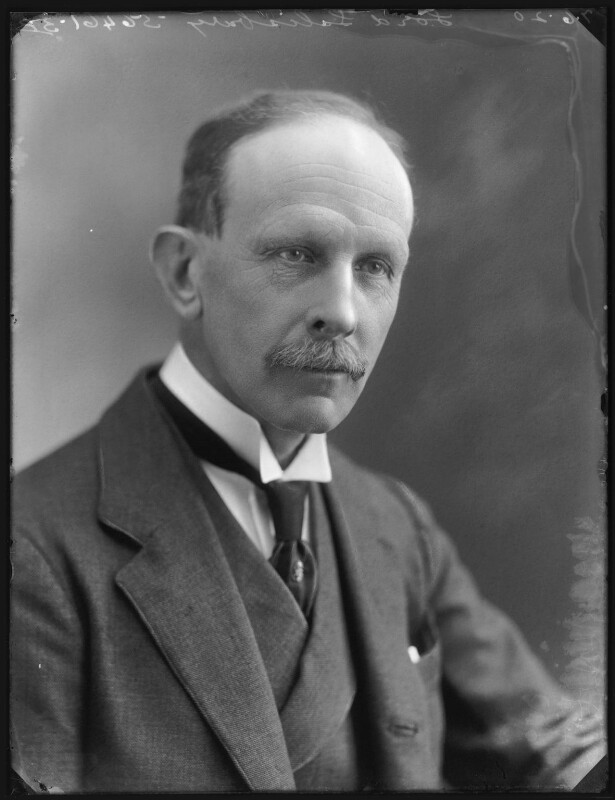
James Gascoyne-Cecil, IV marchese di Salisbury

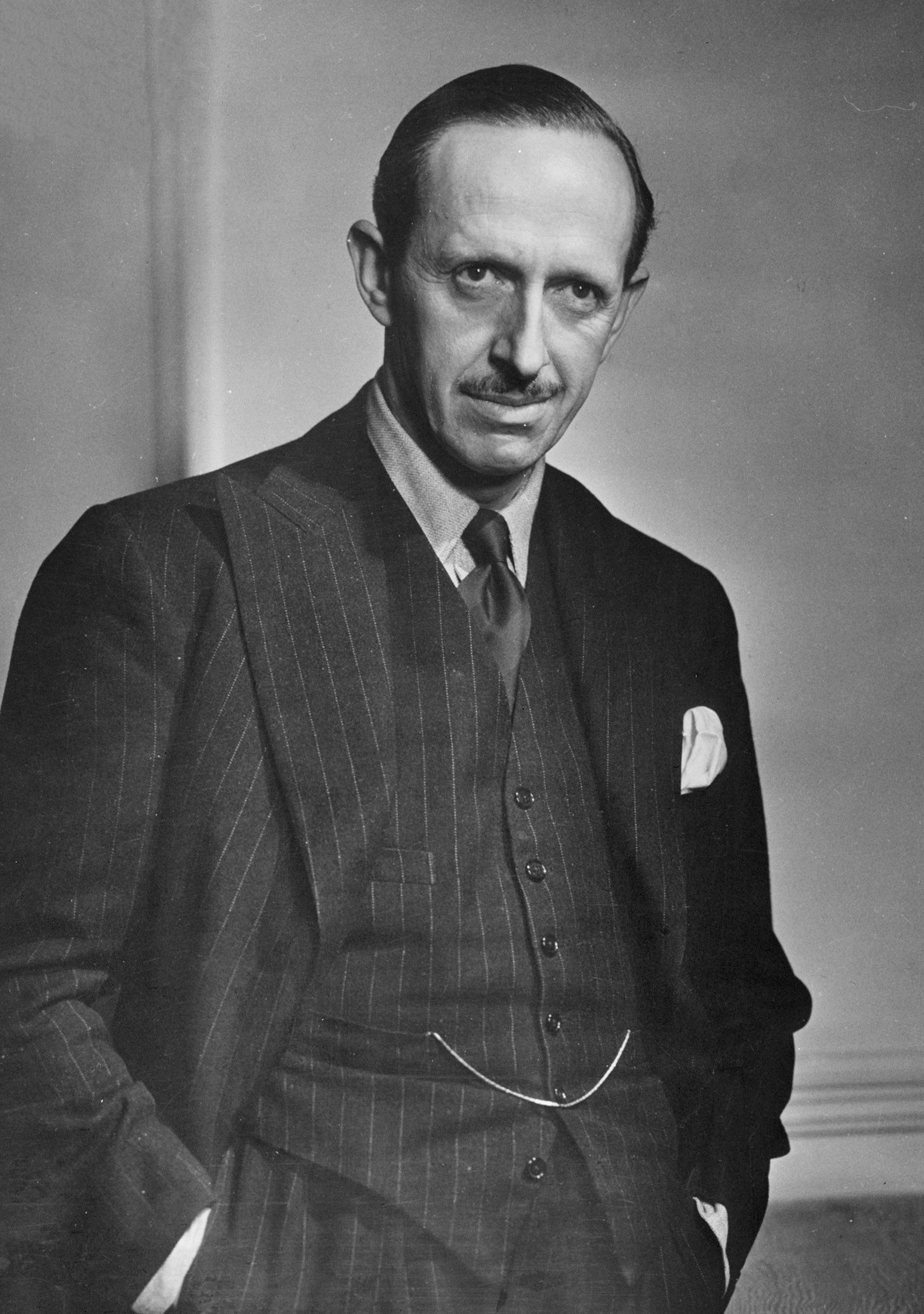
Robert Gascoyne-Cecil, V marchese di Salisbury nel 1947

Gli succedette al titolo il figlio James Gascoyne-Cecil, IV marchese di Salisbury (1861–1947), anche lui un esponente politico di spicco del Partito Conservatore. Era fratello del Premio Nobel Robert Gascoyne-Cecil, visconte di Chelwood. Sposò Lady Cecily Gore (1867–1955) ed ebbe 4 figli; il primogenito divenne il V marchese, Robert Gascoyne-Cecil, V marchese di Salisbury. 
È più noto come Lord Cranborne perché divenne Visconte a 54 anni. Anche lui percorse, com'era tradizione di famiglia, la carriera politica.
Rivestì numerosi incarichi di governo, soprattutto in politica estera. Sposò Elisabeth Cavendish (1897–1982), figlia di Lord Richard (ramo cadetto), ed ebbe tre figli tutti maschi: il secondo, Michael, morì adolescente; il terzo, Richard, rimase ucciso nella Seconda Guerra Mondiale; sopravvisse ai loro genitori solo il primogenito Robert, che diventerà il V marchese.
Robert Gascoyne-Cecil, V marchese di Salisbury, che era chiamato in famiglia Bobbety, fu eletto alla Camera dei Comuni per il collegio di South Dorset nel 1929. Fu sottosegretario di stato per gli affari esteri (1935–1938). Egli fu il Segretario di stato per le colonie (febbraio – novembre 1942), Lord presidente del Consiglio (1942–1943), Leader della Camera dei lord (1942–1945).
Durante il periodo dell'incoronazione della regina Elisabetta II è stato nominato segretario degli esteri.
Salisbury era conosciuto come un imperialista della linea dura. Nel 1952, come segretario di stato per le relazioni del Commonwealth, ha cercato di rendere permanente l'esilio di Seretse Khama, inflittogli per avere sposato una donna bianca contrariamente a quanto imposto dall'Apartheid. Durante gli anni 1960, Lord Salisbury ha continuato ad essere uno strenuo difensore della dominio britannico nei governi in Sudafrica e Rhodesia Meridionale (oggi Zimbabwe).
Robert Gascoyne-Cecil, VI marchese di Salisbury fu l'unico figlio superstite del V marchese: membro del Parlamento e della Camera dei Lords, non ha lasciato però tracce significative. 
Più conosciuta la moglie, Marjorie Widham per il suo lavoro di paesaggista e più conosciuto il figlio, l'attuale marchese Robert Gascoyne-Cecil, VII marchese di Salisbury, dal 1979 al 1987 membro della Camera dei comuni per il collegio di South Dorset.

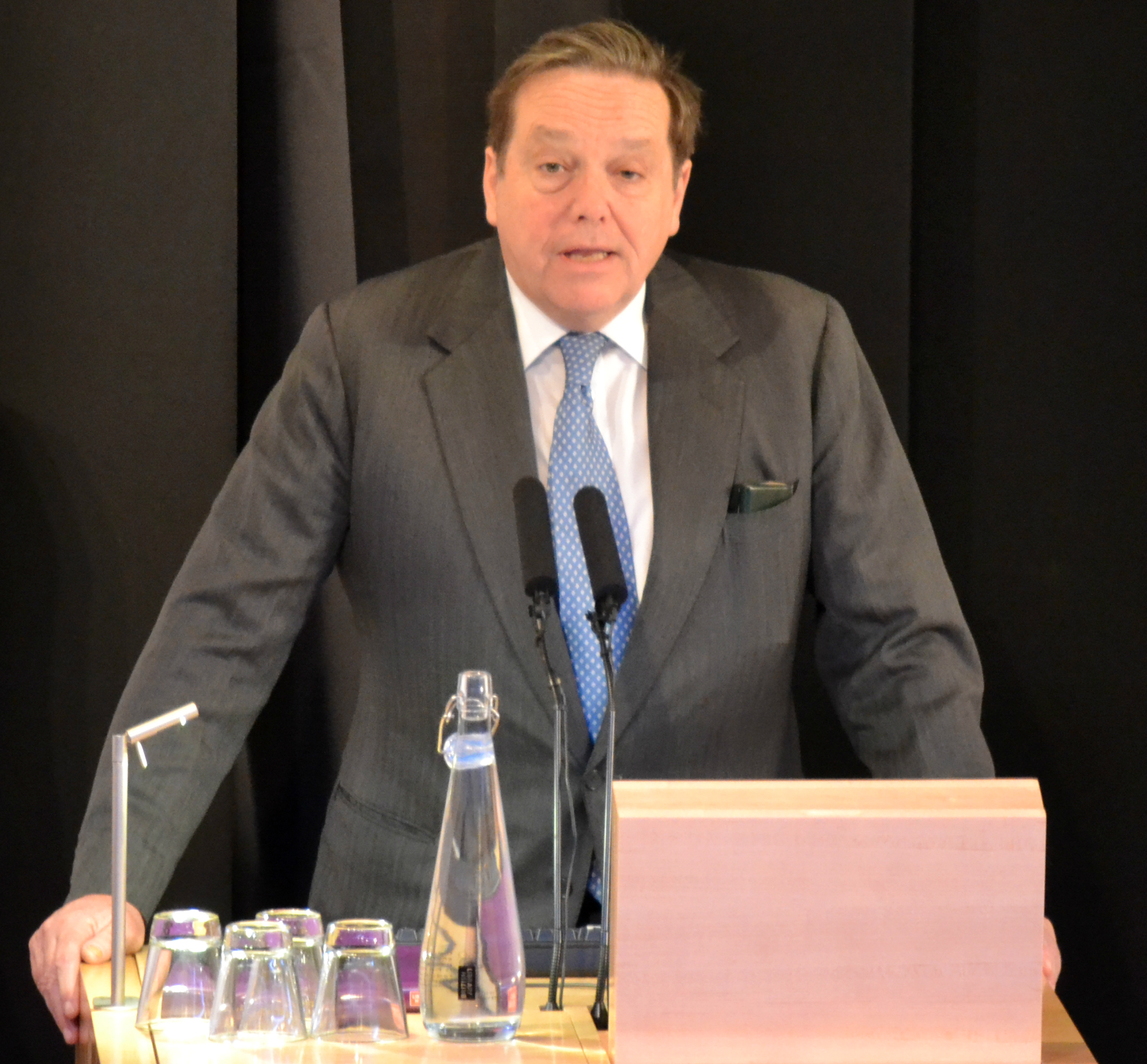
Robert Gascoyne-Cecil, VII marchese di Salisbury

Il 29 aprile 1992 è stato chiamato a far parte della Camera dei Lord come Barone Cecil di Essendon, una baronia minore del padre, grazie ad un writ of acceleration, l'ultimo ad essere emesso. Veniva comunque chiamato con il titolo di cortesia di Visconte Cranborne.
Dal 1994 al 1997 è stato Leader della Camera dei lord e Lord del sigillo privato. Dal 1997 al 1998 è stato, nella stessa Camera, Leader dell'opposizione. Il 1º novembre 2001 ha preso il leave of absence.

## Conti e Marchesi di Exeter

### Conte di Exeter

Corona da Conte britannico

Gli Exeter rappresentano la linea primogenita, ma nel corso degli anni la linea cadetta dei Salisbury ha avuto maggior risalto in quanto protagonista della politica inglese.
Il primo Duca di Exeter fu John Holland, giustiziato per aver complottato contro Enrico IV d'Inghilterra, perdendo ogni diritto al titolo che nel 1416 fu assegnato a Thomas Beaufort. Alla sua morte tornò alla famiglia Holland (1444) che lo tenne fino alla battaglia di Towton (1461) dopo la quale il titolo fu confiscato. Successivamente il titolo di Marchese di Exeter fu assegnato a Henry Courtenay nel 1525.

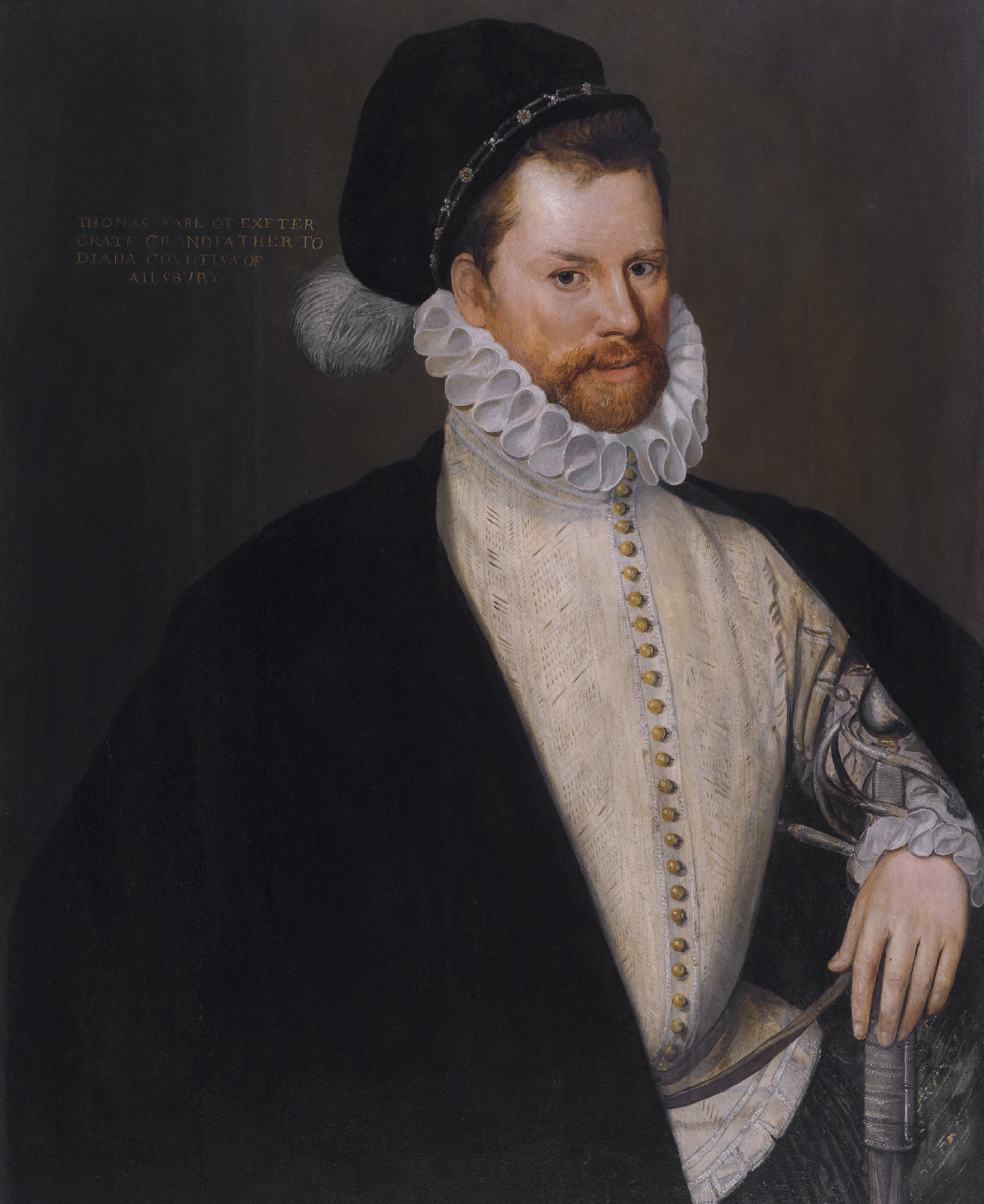
Thomas Cecil, I conte di Exeter in un ritratto di Cornelis Ketel

Il titolo di Conte di Exeter fu conferito per la prima volta a Thomas Cecil, I conte di Exeter, primogenito di Lord Burgley, figlio del suo primo matrimonio con Mary Cheke, nel 1605 da Giacomo I.

### Marchese di Exeter

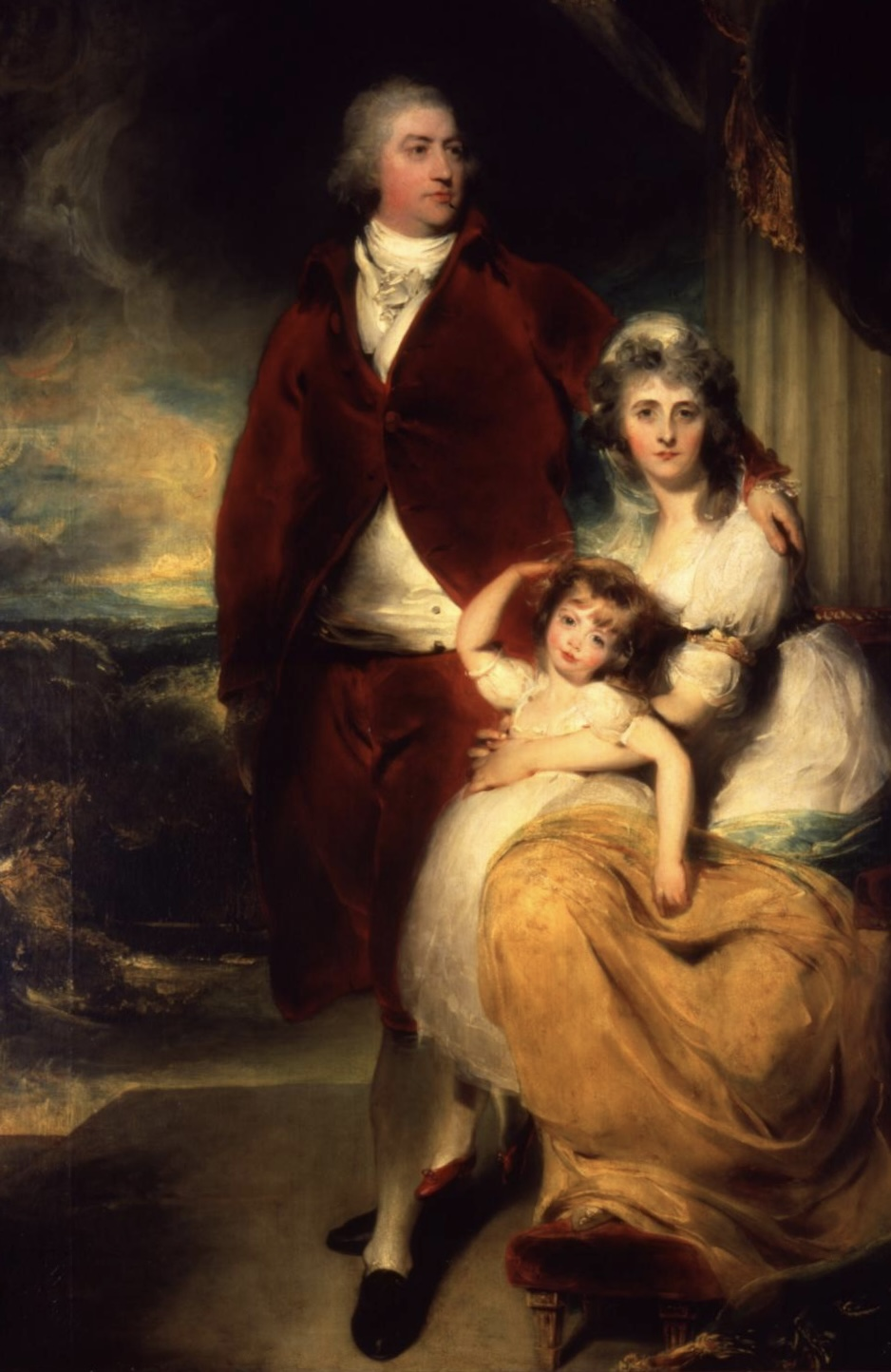
Henry Cecil, I marchese di Exeter, con la sua seconda moglie, Sarah, e la loro figlia, Lady Sophia Cecil, di Thomas Lawrence, 1794

I suoi discendenti mantennero il titolo fino a quando, nel 1801, Henry, X conte, fu elevato alla dignità di Marchese di Exeter, titolo ancor oggi tenuto dal suo diretto discendente.
Il Marchesato di Exeter, dato l'anno di ricreazione del titolo, è ancora oggi il più antico Marchesato nella parìa del Regno Unito. Il Marchese porta anche i titoli onorifici di Grande Elemosiniere e Lord Paramount di Peterborough.

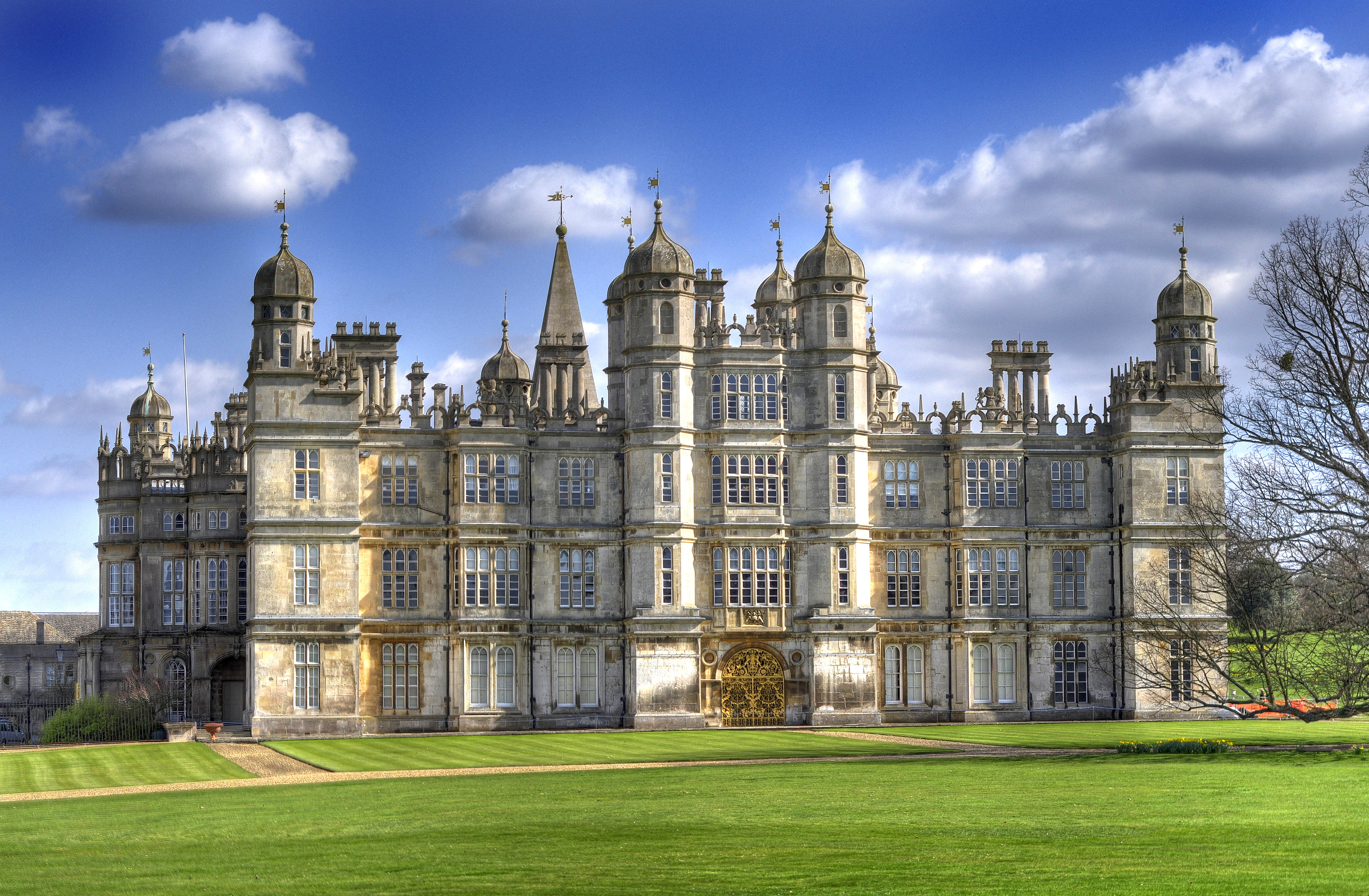
Burghley House, l'antica sede dei Marchesi di Exeter

L'antica sede dei Marchesi di Exeter è Burghley House, presso Stamford, nel Lincolnshire. Nella villa si possono ammirare gli affreschi dell'italiano Antonio Verrio tra cui la spettacolare "Hell Staircase" ("Scala dell'Inferno" con l'inferno raffigurato nella bocca di un enorme gatto nero) dipinta a partire dal 1697.
Un ramo cadetto porta il titolo di Barone Amherst di Hackney per il matrimonio di un figlio del terzo Marchese di Exeter con la giovane erede di questo titolo, uno dei loro figli a sua volta sposò Cornelia Vanderbilt e i loro figli hanno ereditato Biltmore Estate, la dimora privata più grande degli Stati Uniti d'America (oggi una importante attrazione turistica e museo d'arte) tuttora di loro proprietà. Un altro sottoramo di questi Cecil ha assunto il cognome di Burnett di Leys come eredi di questo clan scozzese di cui sono i capi (gli "Chief of the Name") ma ovviamente rimangono in linea per la successione ai titoli del Marchese di Exeter.

## Baroni Burghley (1571)
- William Cecil, I barone Burghley (1521–1598), segretario della regina Elisabetta I d'Inghilterra
- Thomas Cecil, II barone Burghley (1542–1623) venne creato Conte di Exeter nel 1605

## Conti di Exeter (1605)
Altri titoli: barone Burghley, di Burghley nella contea di Northampton (1571)
- Thomas Cecil, I conte di Exeter (1542–1623)
- William Cecil, II conte di Exeter (1566–1640)
- David Cecil, III conte di Exeter (c. 1600–1643)
- John Cecil, IV conte di Exeter (1628–1678)
- John Cecil, V conte di Exeter (c. 1648–1700)
- John Cecil, VI conte di Exeter (1674–1721)
- John Cecil, VII conte di Exeter (c. 1700–1722)
- Brownlow Cecil, VIII conte di Exeter (1701–1754)
- Brownlow Cecil, IX conte di Exeter (1725–1793)
- Henry Cecil, X conte di Exeter (1754–1804) venne creato marchese di Exeter nel 1801

## Marchesi di Exeter (1801)
Altri titoli: conte di Exeter (1605) e barone Burghley, di Burghley nella contea di Northampton (1571)
- Henry Cecil, I marchese di Exeter (1754–1804)
- Brownlow Cecil, II marchese di Exeter (1795–1867)
- William Cecil, III marchese di Exeter (1825–1895)
- Brownlow Cecil, IV marchese di Exeter (1849–1898)
- William Cecil, V marchese di Exeter (1876–1956)
- David Cecil, VI marchese di Exeter (1905–1981)
- William Cecil, VII marchese di Exeter (1909–1988)
- Michael Cecil, VIII marchese di Exeter (n. 1935)

## Conti di Salisbury (1605)
- Robert Cecil, I conte di Salisbury (c. 1565–1612)
- William Cecil, II conte di Salisbury (1591–1668)
- James Cecil, III conte di Salisbury (1648–1683)
- James Cecil, IV conte di Salisbury (1666–1694)
- James Cecil, V conte di Salisbury (1691–1728)
- James Cecil, VI conte di Salisbury (1713–1780)
- James Cecil, VII conte di Salisbury (1748–1823) (creato marchese di Salisbury nel 1789)

## Marchesi di Salisbury (1789)
- James Cecil, I marchese di Salisbury (1748–1823)
- James Brownlow William Gascoyne-Cecil, II marchese di Salisbury (1791–1868)
- Robert Arthur Talbot Gascoyne-Cecil, III marchese di Salisbury (1830–1903)
- James Edward Hubert Gascoyne-Cecil, IV marchese di Salisbury (1861–1947)
- Robert Arthur James Gascoyne-Cecil, V marchese di Salisbury (1893–1972)
- Robert Edward Peter Cecil Gascoyne-Cecil, VI marchese di Salisbury (1916–2003)
- Robert Michael James Gascoyne-Cecil, VII marchese di Salisbury (n. 1946)